# Porte de Saint-Mandé
Pour les articles homonymes, voir Porte de Saint-Mandé (homonymie).
La porte de Saint-Mandé est une des portes de Paris. Située dans le quartier du Bel-Air (Paris), elle donne accès à la commune de Saint-Mandé au-delà de l'avenue Courteline.

## Situation et accès
La porte de Saint-Mandé correspond à la zone de l'est du 12e arrondissement située au croisement du boulevard Soult avec l'avenue Courteline dans le prolongement de l'avenue de Saint-Mandé. Elle se trouve à 250 m au sud de la porte de Vincennes et 500 m au nord de la porte de Montempoivre. Elle est ainsi nommée en raison de son accès à la ville de Saint-Mandé.
Comme son nom l'indique, la porte de Saint-Mandé donne sur la commune de Saint-Mandé, directement sur le centre et l'hôtel de ville de la commune.
La porte de Saint-Mandé possède par ailleurs un accès vers le boulevard périphérique intérieur uniquement. Elle est desservie depuis le 15 décembre 2012 par la ligne 3a du tramway d'Île-de-France.

## Bâtiments remarquables et lieux de mémoire
La porte de Saint-Mandé est une petite porte parisienne, essentiellement composée d'immeubles d'habitation. Il s'y trouve un ensemble éducatif et sportif — composé de l'école maternelle et élémentaire Lamoricière, du collège Germaine-Tillion (ex-Vincent-d'Indy), un bâtiment de l'architecte Claude Parent, du gymnase et de la piscine Roger-Le-Gall —, ainsi que le siège du SAMU social à la limite avec la commune de Saint-Mandé.